# František Kubík
František Kubík (ur. 14 marca 1989 w Prievidza, Czechosłowacja) – słowacki piłkarz grający na pozycji napastnika, reprezentant Słowacji.

## Kariera piłkarska

### Kariera klubowa
Wychowanek klubu Mesto Prievidza, w barwach którego w 2007 rozpoczął karierę piłkarską. Zimą 2009 roku przeniósł się do FK AS Trenčín. Latem 2010 został wypożyczony do holenderskiego ADO Den Haag. 5 czerwca 2011 podpisał kontrakt z rosyjskim klubem Kubań Krasnodar. Ale rozegrał tylko 5 meczów, dlatego w lutym 2012 przeszedł do ukraińskiej Tawrii Symferopol. W październiku 2012 roku powrócił do FK AS Trenčín, ale w czerwcu 2013 ponownie wyjechał do Ukrainy, gdzie został piłkarzem Arsenału Kijów. Po rozformowaniu Arsenału, w styczniu 2014 przeszedł do Ergotelisu Iraklion. Następnie grał w FK AS Trenčín i Slovanie Bratysława. W 2018 przeszedł do MŠK Žilina.

### Kariera reprezentacyjna
9 lutego 2011 debiutował w reprezentacji Słowacji w towarzyskim meczu z Luksemburgiem. W latach 2007–2008 występował w juniorskiej reprezentacji.

## Sukcesy i odznaczenia

### Sukcesy klubowe
- wicemistrz 2.ligi słowackiej: 2009, 2010